# Liste des symboles animaux et végétaux des îles Canaries
La liste de symboles de plantes et d'animaux des îles Canaries, dans son ensemble et de chacune des îles, a été établie en tant que symboles par décret-loi du 30 avril 1991 par le Gouvernement des Canaries.
Symbole animal et végétal de l'archipel dans son ensemble :
| Région        | Symboles naturels                                                      | Image |
| ------------- | ---------------------------------------------------------------------- | ----- |
| Îles Canaries | Serinus canaria (Canari) et Phoenix canariensis (Palmier des Canaries) |       |

Symbole animal et végétal pour chacune des îles :
| Île            | Symboles naturels                                                                       | Image |
| -------------- | --------------------------------------------------------------------------------------- | ----- |
| El Hierro      | Gallotia simonyi machadoi (Lézard géant de El Hierro) et Juniperus phoenicea (Sabina)   |       |
| La Gomera      | Columba junoniae (Paloma rabiche) et Persea indica (Viñátigo)                           |       |
| La Palma       | Pyrrhocorax pyrrhocorax barbarus (Graja) et Pinus canariensis (Pin des Canaries)        |       |
| Tenerife       | Fringilla teydea (Pinson bleu) et Dracaena draco (Dragonnier des Canaries)              |       |
| Grande Canarie | Canis lupus familiaris (Dogue des Canaries) et Euphorbia canariensis (Cardón)           |       |
| Fuerteventura  | Chlamydotis undulata fuertaventurae (Hubara) et Euphorbia handiensis (Cardón de Jandía) |       |
| Lanzarote      | Munidopsis polymorpha (Crabe aveugle) et Euphorbia balsamifera (Tabaiba dulce)          |       |